# Saliou Ciss
Saliou Ciss (ur. 15 września 1989 w Dakarze) – senegalski piłkarz grający na pozycji lewego obrońcy. Od 2019 jest zawodnikiem klubu AS Nancy.

## Kariera klubowa
Swoją karierę piłkarską Ciss rozpoczął w klubie Diambars FC. W 2009 roku zadebiutował w nim w pierwszej lidze senegalskiej. Grał w nim przez rok.
W 2010 roku Ciss przeszedł do norweskiego Tromsø IL. W Tippeligaen zadebiutował 5 maja 2010 w zwycięskim 1:0 wyjazdowym meczu z SK Brann. W sezonie 2011 wywalczył z Tromsø wicemistrzostwo Norwegii. W listopadzie 2012 wystąpił w przegranym po serii rzutów karnych finale Pucharu Norwegii z IL Hødd.
W sierpniu 2013 roku Ciss podpisał kontrakt z Valenciennes FC, do którego trafił za kwotę 500 tysięcy euro. Swój debiut w Ligue 1 zaliczył 31 sierpnia 2013 w przegranym 0:1 wyjazdowym meczu z FC Lorient. W sezonie 2013/2014 spadł z Valenciennes z Ligue 1 do Ligue 2. W 2017 roku odszedł do Angers SCO, z którego dwukrotnie był wypożyczany do Valenciennes, w 2018 i 2019 roku. Latem 2019 przeszedł do AS Nancy.
| Sezon   | Klub            | Kraj     | Rozgrywki            | Mecze | Bramki |
| ------- | --------------- | -------- | -------------------- | ----- | ------ |
| 2009    | Diambars FC     | Senegal  | Championnat National | ?     | ?      |
| 2010    | Tromsø IL       | Norwegia | Tippeligaen          | 13    | 0      |
| 2011    | Tromsø IL       | Norwegia | Tippeligaen          | 20    | 1      |
| 2012    | Tromsø IL       | Norwegia | Tippeligaen          | 23    | 1      |
| 2013    | Tromsø IL       | Norwegia | Tippeligaen          | 15    | 0      |
| 2013/14 | Valenciennes FC | Francja  | Ligue 1              | 23    | 0      |
| 2014/15 | Valenciennes FC | Francja  | Ligue 2              | 26    | 0      |
| 2015/16 | Valenciennes FC | Francja  | Ligue 2              | 16    | 0      |
| 2016/17 | Valenciennes FC | Francja  | Ligue 2              | 27    | 8      |
| 2017/18 | Angers SCO      | Francja  | Ligue 1              | 3     | 0      |
| 2017/18 | Valenciennes FC | Francja  | Ligue 2              | 9     | 2      |
| 2018/19 | Valenciennes FC | Francja  | Ligue 2              | 18    | 0      |
| 2019/20 | AS Nancy        | Francja  | Ligue 2              | 18    | 5      |
| 2020/21 | AS Nancy        | Francja  | Ligue 2              | 27    | 5      |

## Kariera reprezentacyjna
W 2012 roku Ciss wystąpił z kadrą olimpijską na Igrzyskach Olimpijskich w Londynie. W reprezentacji Senegalu zadebiutował 31 maja 2014 roku w zremisowanym 2:2 towarzyskim meczu z Kolumbią, rozegranym w Buenos Aires.